# HD95934
HD95934 — хімічно пекулярна зоря спектрального класу A3, що має видиму зоряну величину в смузі V приблизно  6,0.
Вона  розташована на відстані близько 262,8 світлових років від Сонця.

## Фізичні характеристики
Зоря HD95934 обертається 
досить швидко 
навколо своєї осі. Проєкція її екваторіальної швидкості на промінь зору становить  Vsin(i)= 86км/сек.